# Dracophyllum filifolium
Dracophyllum filifolium is een plantensoort uit de heidefamilie (Ericaceae). Het is een struik of kleine boom die een groeihoogte tot 4 meter kan bereiken. De struik heeft grasachtige rechtopstaande bladeren. De witte bloemen groeien in aartjes, waarbij de schutbladeren langer zijn dan de bloemen. 
De soort komt voor op het Noordereiland van Nieuw-Zeeland. Hij groeit daar in zowel laagland als bergbossen, in gebieden met struikgewas en graslanden langs berghellingen en op bergruggen tot 1500 meter boven zeeniveau.